# Réunion de famille (Bazille)
 (février 2023).
La mise en forme du texte ne suit pas les recommandations de Wikipédia : il faut le « wikifier ».
Les points d'amélioration suivants sont les cas les plus fréquents :
- Les titres sont pré-formatés par le logiciel. Ils ne sont ni en capitales, ni en gras.
- Le texte ne doit pas être écrit en capitales (les noms de famille non plus), ni en gras, ni en italique, ni en « petit »…
- Le gras n'est utilisé que pour surligner le titre de l'article dans l'introduction, une seule fois.
- L'italique est rarement utilisé : mots en langue étrangère, titres d'œuvres, noms de bateaux, etc.
- Les citations ne sont pas en italique mais en corps de texte normal. Elles sont entourées par des guillemets français : « et ».
- Les listes à puces sont à éviter, des paragraphes rédigés étant largement préférés. Les tableaux sont à réserver à la présentation de données structurées (résultats, etc.).
- Les appels de note de bas de page (petits chiffres en exposant, introduits par l'outil «  Source ») sont à placer entre la fin de phrase et le point final[comme ça].
- Les liens internes (vers d'autres articles de Wikipédia) sont à choisir avec parcimonie. Créez des liens vers des articles approfondissant le sujet. Les termes génériques sans rapport avec le sujet sont à éviter, ainsi que les répétitions de liens vers un même terme.
- Les liens externes sont à placer uniquement dans une section « Liens externes », à la fin de l'article. Ces liens sont à choisir avec parcimonie suivant les règles définies. Si un lien sert de source à l'article, son insertion dans le texte est à faire par les notes de bas de page.
- La présentation des références doit suivre les conventions bibliographiques. Il est recommandé d'utiliser les modèles {{Ouvrage}}, {{Chapitre}}, {{Article}}, {{Lien web}} et/ou {{Bibliographie}}. Le mode d'édition visuel peut mettre en forme automatiquement les références.
- Insérer une infobox (cadre d'informations à droite) n'est pas obligatoire pour parachever la mise en page.

Pour une aide détaillée, merci de consulter Aide:Wikification.
Si vous pensez que ces points ont été résolus, vous pouvez retirer ce bandeau et améliorer la mise en forme d'un autre article.
 (février 2023).
Si vous disposez d'ouvrages ou d'articles de référence ou si vous connaissez des sites web de qualité traitant du thème abordé ici, merci de compléter l'article en donnant les références utiles à sa vérifiabilité et en les liant à la section « Notes et références ».
Réunion de famille ou Portrait de famille est un des tableaux les plus célèbres du peintre impressionniste français Frédéric Bazille. Réalisé en 1867, il est conservé aujourd'hui au musée d'Orsay, à Paris.
« Réunion de famille » a été réalisée en 1867 par Frédéric Bazille, peintre impressionniste français né le 6 décembre 1841 à Montpellier et mort en 1870 au cours de la guerre franco-prussienne. Il réalisa cette huile sur toile de 152 centimètres de haut et 230 centimètres de large entre 1867 et 1868. Ce tableau fut acquis par le musée du Luxembourg auprès de la collection de la famille de Frédéric Bazille en 1905 puis par le musée du Louvre en 1929. Exposé à partir de 1947 dans la galerie du Jeu de Paume, il est affecté en 1986 au musée d’Orsay où il est toujours exposé.
Frédéric Bazille vient d’une famille bourgeoise de l’Hérault, fils d’un père sénateur, il part à Paris en 1862 après avoir arrêté ses études de médecine et s’inscrit à l’atelier du peintre Charles Gleyre où il fera la rencontre de grands noms comme Claude Monet ou encore Auguste Renoir. Il participe à plusieurs salons impressionniste et fera l’admiration de Gustave Courbet avec certaines de ses toiles. Il s’engage finalement en 1870 dans l’armée en plein conflit avec la Prusse et meurt à la bataille de Beaune-la-Rolande, touché d’une balle dans le bras et d’une autre dans le ventre.
Frédéric Bazille représente ainsi ses parents et notamment son père, seul personnage masculin assis et représenté de profil. Il le place à la gauche de sa mère, habillée d’une longue robe bleue, et exerce la place de chef de famille, conservateur, ne voulant qu’augmenter l’influence et la richesse de cette dernière et ce, notamment par le négoce du vin qui est en pleine expansion en raison du développement du chemin de fer dans la région. Par la position et les vêtements des personnages représentés, on en déduit que la famille du peintre fait partie de la haute bourgeoisie du Second Empire.
Frédéric bazille n’a pas représenté la position de son père de manière anodine, le dos tourné. En effet, cette position témoigne des mauvaises relations qu’ils entretenaient du fait du choix de Bazille d’arrêter ses études de médecine pour se consacrer à l’art, et qui, de surcroit, a refusé quelques mois plus tôt de se marier avec une femme choisie par sa famille en raison de sa dote. A cette époque, il y a une véritable lutte d’influence des familles bourgeoises, recourant aux mariages arrangés pour solidifier les liens de deux familles du même niveau social. Les choix personnels du peintre n’ont pu qu’effaroucher son père, raison qui justifie sa position sur cette composition. On peut noter que le peintre a aussi représenté un marronnier qui se place dans l’exacte continuité de son père, lui donnant ainsi plus de prestance et d’importance au sein de sa propre famille, la figure patriarcale, inamovible, enracinée.
Frédéric Bazille décide aussi de retravailler son tableau dans son atelier à Paris après l’avoir commencé dans le Midi et exposé au Salon de 1868. Certains éléments sont remplacés après ce salon, comme le chien au premier plan qui a été par exemple effacé au profit d’une nature morte comprenant un bouquet de fleurs, un chapeau et une canne.
En effet, Bazille n’étant pas satisfait de sa toile lors de l’exposition décide de la changer. Ce choix témoigne bien de la difficulté de s’imposer à cette époque. Un jeune artiste doué devait en effet accepter des compromis esthétiques. Il devenait possible de s’éloigner de l’académisme, certes, mais en tenant toujours compte des limites fixées par les membres du jury, souvent conservateurs. Ainsi, pour les peintres ne se pliant pas aux exigences du jury, on leur refusait l’exposition de leurs œuvres dans les salons. Tel fut le cas des œuvres de Monet par exemple. Frédéric Bazille s’étonnera même que certaines peintures de son ami, qu’il pense plus talentueux que lui, soient refusées, alors que certaines des siennes étaient acceptées.